# 朝日奈丸佳
朝日奈丸佳（日语：／ Asahina Madoka，1993年12月17日—），日本女性配音員。出身於靜岡縣沼津市。81 Produce所屬。娛樂媒體綜合學院聲優藝人學科畢業。

## 來歷
因看了電視動畫《鋼之鍊金術師》後想成為配音員。
2015年在「鎖鏈戰記角色語音試鏡會」中獲得魔神部門最優秀獎。並在為判斷表演範圍而設置的「特殊技能」表演中，公開了自己製作的召喚精靈「召喚之魔神塔庫理丹」的服裝。
2016年，在《NEW GAME！》以佐倉寧寧第一次飾演要角。2017年，在《雛邏輯 ～來自幸運邏輯～》以莉歐涅斯·艾里斯多萊特瓦第一次飾演主角。
2019年起，通過試鏡參加緒方惠美主持的免費講座「Team Barebo At」。參加時，她說服了辦公室的經理，說「我真的很想變得更好」。
2020年獲得第14屆聲優Award新人女優獎。

## 人物
興趣：口琴、和歌。特長：游泳、裁縫。

## 演出
粗體字表示主要角色。

### 電視動畫
2015年
- 境界之輪迴（2015年—2016年，女子C[14]、女子D）2系列[注 1]
- 偵探小隊KZ事件簿（2015年—2016年，立花奈子、女孩子、女學生A 等）
- 星光樂園（2015年—2016年，女孩子）

2016年
- 從前有座靈劍山（應試者）
- 魔法護士小麥R（真希[15]）
- 宇宙巡警露露子（學生星人[16]）
- 12歲。～小小胸口的怦然心動～（女學生[17]、辣妹店員、三上、工作人員）2系列[注 2]
- 麵包與和平！（河合舞[18]）
- 怪盜Joker（女性C）
- Love Live！Sunshine!!（女學生、女大學生、學生、女僕、媽媽）
- NEW GAME！（2016年—2017年，櫻寧寧[10][19]）2系列[注 3]
- 卡片鬥爭!! 先導者G NEXT（女學生）
- 精靈寶可夢 太陽&月亮（2016年—2019年，拉普）

2017年
- 小魔女學園（艾普莉、女性、觀眾）
- 飆速宅男系列（2017年—2018年，觀眾）2系列[注 4]
- BanG Dream！（森文華、御手洗紀奈子）
- 新黑色推銷員（OL、小孩）
- 見習神仙精靈（女孩子）
- 偶像大師 灰姑娘女孩劇場（女性A）
- 雛邏輯 ～來自幸運邏輯～（莉歐涅斯·艾里斯多萊特瓦[11]）
- 偶像時間星光樂園（2017年—2018年，華園秀香[20]）
- 結城友奈是勇者 -鷲尾須美之章-
- URAHARA（綠）
- 奇諾之旅 -the Beautiful World- the Animated Series（小孩）

2018年
- 三顆星彩色冒險（田所）
- 擅長捉弄人的高木同學（綁馬尾的女孩子／鷹川堇[21]、廣播）
- POP TEAM EPIC（亞文化糞女）
- 音樂少女（工作人員、女高中生、小孩）
- 打工小哥！之2！（日语：働くお兄さん!）（鯉須）
- 梅露可物語 -無氣力少年與瓶中少女-（喵皮亞斯）
- 關於我轉生變成史萊姆這檔事（安莉耶達）
- 龍族拼圖（小孩B）
- 隔壁的吸血鬼美眉（山田的妹妹）

2019年
- 輝夜姬想讓人告白～天才們的戀愛頭腦戰～（紀加蓮）
- 八月的棒球甜心（少年、本庄千景、向月高校社員）
- 我們真的學不來！（小美浪亞澄[22]）
- 擅長捉弄人的高木同學2（綁馬尾的女孩子／鷹川堇、廣播）
- 卡片戰鬥!! 先導者 (2018年版)（新田新右衛門〈幼少時期〉）
- 科學一方通行（學生）
- 為了女兒，我說不定連魔王都能幹掉。（傭人、女孩子B）
- 高分少女II（辣妹B）
- 碧藍航線（2019年—2020年，夕暮、旗風）

2020年
- 成群結伴！西頓學園（猿原潘）
- 異種族風俗娘評鑑指南（赫萊森奎因）
- 籃球少年王（女學生）
- 動物新世代 BNA（女子）
- 輝夜姬想讓人告白？～天才們的戀愛頭腦戰～（紀加蓮）
- 魔王學院的不適任者～史上最強的魔王始祖，轉生就讀子孫們的學校～（黑衣女子、潔西卡·亞涅特）
- 女學。 ～聖女斯克威爾學院～（iKira、觀眾）
- 夢夢貓（草間二美）

2021年
- 比方說，這是個出身魔王關附近的少年在新手村生活的故事（賽蓮[23]）
- 奇蛋物語 Wonder Egg Priority（女學生）
- 關於我轉生變成史萊姆這檔事 轉生史萊姆日記（安莉耶達）
- BLUE REFLECTION RAY/澪（少女）
- 暗夜第六感 2041（大路麻里花）
- 86－不存在的戰區－（2021年—2022年，妮娜·朗茲[24]）
- 卡片戰鬥!! 先導者 overDress（2021年—2022年，女學生）2系列[注 5]

2022年
- 擅長捉弄人的高木同學3（鷹川堇）
- 女忍者椿的心事（茴香[25]）
- 輝夜姬想讓人告白-超級浪漫-（紀加蓮）
- 盛開的阿斯諾特莉亞 吸！（日语：咲う アルスノトリア）（威卡）
- （茲[26]）
- 我想成為影之強者！（伽瑪的下屬）

2023年
- 魔王學院的不適任者～史上最強的魔王始祖，轉生就讀子孫們的學校～II（潔西卡·亞涅特）
- 久保同學不放過我（美穗）
- 呆萌酷男孩（女性）
- 關於我在無意間被隔壁的天使變成廢柴這件事（女學生）
- 輝夜姬想讓人告白-永不結束的初吻-（紀加蓮）
- 帶著智慧型手機闖蕩異世界。2（海洛賽塔）
- 絆之Allele（支援兔緹）
- MIX 2ND SEASON ～第二個夏天，邁向晴空～（網球社社員）
- 機戰少女Alice Expansion（小孩）
- 我內心的糟糕念頭（間宮前輩）
- 妙廟美少女（米亞·克莉絲多夫[27]）
- 打工吧！！魔王大人（艾契斯·阿拉[28]／佐藤翼）
- 妖幻三重奏（妙鉢）
- AI電子基因（美少女學生會長）
- 我想成為影之強者！ 2nd season（香奈）
- 偶像大師 百萬人演唱會！（壘球部女子部員）
- 我的新上司是天然呆（廣報人員）
- 哆啦A夢（電視女主角）
- 女朋友 and 女朋友 Season 2（店員）

2024年
- 公主殿下，「拷問」的時間到了（米可）
- 我內心的糟糕念頭 第2期（間宮前輩）
- 花野井同學與戀愛病（新入生）
- 關於我轉生變成史萊姆這檔事 第3期（安莉耶達）
- 精靈小姐瘦不了（賴加[29]）
- 再見龍生，你好人生（瑪露[30]）
- 軟軟噗尼寵物小精靈 噗尼2（ともるん[31]）
- Murder Mystery of the Dead（るみな[32]）

2025年
- 九龍大眾浪漫（女僕B、節目主持人）
- 人妻之唇燒酒之味（夏野藍[33]）
- 外星人姆姆（園兒們）

### 電影動畫
- 跳出星光樂園 共同目標！偶像☆大賽（2015年）[34]
- KING OF PRISM系列（2016年—2017年，歡呼聲[35]）2作品
- 劇場版 星光樂園&星光頻道 ～閃耀紀念LIVE～（2018年，華園秀香）
- Love Live! Sunshine!! 學園偶像電影～彩虹彼端～（2019年，女學生）
- 龍與雀斑公主（2021年）
- 讓我聽見愛的歌聲（2021年，女學生）
- 劇場版 擅長捉弄人的高木同學（2022年，鷹川）
- 電影版 搖曳露營△（2022年，女高中生）

### OVA
- 12歲。（2015年，女子3[36]）[注 6]
- 那天 從犬之國寄來的信（2015年，客人3[36]）[注 6]
- 偶像大師 灰姑娘女孩劇場（2017年，少女）[注 7]
- 我們真的學不來！（2019年—2020年，小美浪亞澄）[注 8]
- 輝夜姬想讓人告白？ ～天才們的戀愛頭腦戰～（2021年，紀加蓮）[注 9]

### 網路動畫
- BROTHERHOOD FINAL FANTASY XV（2016年，女僕）
- 尋找身體（2017年，鳴戶理惠[37]）
- （2018年）
- IDOL LAND 星光樂園（2021年—2022年，華園秀香）

### 遊戲
2015年
- 危險戀情搜查室 ～Eternal Happiness～（日语：アブナイ恋の捜査室）（紗弓[38]）
- 俺塔 -Over Legend Endless Tower-（日语：俺タワー -Over Legend Endless Tower-）（鐵筋美工刀[39]、小型除雪機[40]）
- 幻獸契約Cryptract（2015年—2023年，莎拉[41]、錢尼[42]、寇尼許[43]、波利許＝雷[44]）
- 戰國姬譚MURAMASA -雅-（日语：戦国姫譚MURAMASA-雅-）（六角義賢、大內義隆）
- 鎖鏈戰記（塔庫理丹[3][8][9]）

2016年
- 鋼鐵少女（華盛頓、威廉·D·波特、歐根親王）
- 問答RPG 魔法使與黑貓維茲（亞妮蘿·菲薩、法拉弗利亞[45]、妙舞·福爾圖娜、妙舞·雷文、優可可·盧博亞）
- 魔力時代（梅杜莎[46] 等）
- 蒼空解放（海莉[47]）
- SOUL REVERSE ZERO（瑪琳嘉[48]、古爾維格、菊姬、小野小町、漢塞爾）
- BraveSword×BlazeSoul（日语：ブレイブソード×ブレイズソウル）（貝爾芬斯[49]）

2017年
- 在異世界開咖啡廳。（日语：異世界でカフェを開店しました。）（海蓮娜·契斯特[50]）
- 少女與戰車 戰車道大作戰！（櫻寧寧）
- 千姬大亂鬥（櫻寧寧）
- NEW GAME！ -THE CHALLENGE STAGE！-（櫻寧寧[51]）
- 八月的棒球甜心（本庄千景[52]）
- 白貓Project（雪拉·馬尼、法比奧拉[53]）
- 魔法紀錄 魔法少女小圓外傳（2017年—2022年，都雛乃）
- 小魔女學園 時空魔法與七大不可思議（艾普莉[54]）
- 碧藍航線（神風、松風、旗風、夕暮）
- 天華百劍 -斬-（古今傳授之太刀）
- 偶像時間星光樂園（秀香）

2018年
- 閃耀幻想曲（櫻寧寧）
- Pripara 全偶像完美舞台！（華園秀香）
- 音擊（結城莉玖）
- 亞克傳承R（米茲瓦）
- 恒星少女 -Do The Scientists Dream of Girls'Asterism？-（天陰四[55]）
- 刀使之巫女 刻印一閃的燈火（鴨千奈美）
- 邊境保衛戰（戴克汀[56]）

2019年
- 料理次元（饅頭）
- 鳥籠廢鐵進行曲（咲夜[57]）
- 荒野的壽飛行隊 飛向雲霄的少女們！（斯塔科）

2020年
- 魔法禁書目錄 幻想收束（娘娘[58]）
- 棕色塵埃（日语：ブラウンダスト）（耶芙娜[59]）
- 死亡終局 輪迴試煉2（蘿甜·多爾哈特[60][61]）
- 九龍妖魔學園紀 ORIGIN OF ADVENTURE（日语：九龍妖魔學園紀）（椎名莉卡）
- 幻想大陸戰記：路娜吉亞（爵士[62]）
- Stella Ballade（神官[63]）
- Fate/Grand Order（2020年—2021年，弗栗多）

2021年
- 夢幻之星：伊多拉傳說（日语：イドラ ファンタシースターサーガ）（米莎貝拉）
- 蒼藍誓約（龍驤[64]、愛丁堡）
- 罪惡王權（愛川千代[65]）
- Re:Stage！節奏舞步（結城莉玖）

2022年
- 比方說，這是個出身魔王關附近的少年在新手村生活的故事 ～歡樂喜劇英雄譚～（賽蓮）

### 廣播劇CD
- 偶像大師 百萬人演唱會！（2015年，女學生C[66]）[注 10]
- 電視動畫「NEW GAME！」廣播劇CD（2016年，櫻寧寧[67]）
- 比方說，這是個出身魔王關附近的少年在新手村生活的故事（2020年，賽蓮）[注 11]
- Cheer球部！（日语：Cheer球部!） 1st應援歌「HIT&CHEER！」（2020年，橘環奈[68]）

### 外語配音

#### 動畫
- 天才阿公

### 廣播節目
※記號表示網路廣播。
- RADIO NEW GAME！ ～光與倫的進度報告會～（2017年，HiBiKi Radio Station（日语：HiBiKi Radio Station））※
- 朝日奈丸佳的認真！AniLove（日语：本気!アニラブ）（2018年—，超！A&G+）※[69]

### 電視節目
※記號表示網路電視。
- 朝日奈丸佳的夜晚在這裡相遇（2021年—，OPENREC.tv（日语：OPENREC.tv））※[70]

### 旁白
- 直播月刊今日的料理（NHK教育：2016年7月10日）

### 廣告、PV
- Animax CAFE廣告出差活動in大崎（露面演出[71]）
- LINE Get Rich PV（旁白[72]）
- Happy Elements/最終休止符 -無止境的螺旋物語- 廣告（旁白[73]）

### 有聲書
- GJ部（2019年—2022年，天使真央[74][75][76]）
- 羽月莉音的帝國（2020年，羽月莉音[77]）
- 通往夏天的隧道，再見的出口（2020年，川崎小春[78]）
- Desperado Blues（2020年，舞濱歌織[79]）
- （2021年，櫻間友里[80]）
- 魔法女高中生筆記（2021年，結月[81]）
- GJ部中等部（2022年，天使真央[82]）

### 數位漫畫
- （2021年，梓[83]）
- 強勢美女白川小姐（日语：メンタル強め美女白川さん）（2022年，朝比奈林檎[84]）

### 其它
- 雛邏輯 ～來自幸運邏輯～ soloete 語音壓克力鑰匙扣（2017年，莉昂妮絲·艾利斯多萊特瓦）
- 原創朗讀劇[85]（2018年11月1日—4日，築地Buddhist Hall）
- 柏青哥 玻璃假面（2020年，水無月沙耶香[86]）

## 音樂作品

### 角色歌曲
| 發行日期 | 商品名稱                                                                         | 歌 | 樂曲                                 | 備註                                                                              |
| 2016年   | 2016年                                                                           | 2016年                                                                                                 | 2016年                               | 2016年                                                                            |
| -------- | -------------------------------------------------------------------------------- | --- | ------------------------------------ | --------------------------------------------------------------------------------- |
| 12月21日 | NEW GAME！ 角色歌曲CD Lv.4                                                       | 篠田初（戶田惠）、櫻寧寧（朝日奈丸佳）                                                                 | 「」                                 | 電視動畫《NEW GAME！》相關歌曲                                                    |
| 2017年   |                                                                                  | |                                      |                                                                                   |
| 8月9日   | Baby Birds                                                                       | 莉昂妮絲·艾利斯多萊特瓦（朝日奈丸佳）、妮娜·亞歷山德羅芙那（山村響）、京橋萬博（高森奈津美）           | 「」                                 | 電視動畫《雛邏輯 ～來自幸運邏輯～》相關歌曲                                       |
| 8月9日   | Baby Birds                                                                       | 莉昂妮絲·艾利斯多萊特瓦（朝日奈丸佳）、妮娜·亞歷山德羅芙那（山村響）                                   | 「」                                 | 電視動畫《雛邏輯 ～來自幸運邏輯～》相關歌曲                                       |
| 9月27日  | VOCAL STAGE 3                                                                    | 櫻寧寧（朝日奈丸佳）、阿波根海子（森永千才）                                                           | 「BUG！BUG！SURVIVAL！」             | 電視動畫《NEW GAME!!》相關歌曲                                                    |
| 12月6日  | 偶像時間星光樂園☆歌曲精選輯 ～再來一碗夢幻Pekoe！～                              | 華園秀香（朝日奈丸佳）                                                                                 | 「」                                 | 電視動畫《偶像時間星光樂園》插入歌                                                |
| 2018年   |                                                                                  | |                                      |                                                                                   |
| 3月25日  | GAME PriPara Music Collection vol.5                                              | 華園秀香（朝日奈丸佳）                                                                                 | 「Step！Step！Step！」               | 電視動畫《偶像時間星光樂園》相關歌曲                                              |
| 9月22日  | GAME PriPara Music Collection vol.7                                              | 夢川唯（伊達朱里紗）、虹色妮諾（大地葉）、幸多滿（山田唯菜）、華園秀香（朝日奈丸佳）                   | 「」                                 | 遊戲《偶像時間星光樂園》相關歌曲                                                  |
| 9月22日  | GAME PriPara Music Collection vol.7                                              | 華園秀香（朝日奈丸佳）                                                                                 | 「」                                 | 遊戲《偶像時間星光樂園》相關歌曲                                                  |
| 12月19日 | ONGEKI Vocal Collection 02                                                       | ⊿TRiEDGE                                                                                               | 「本能的 Survivor」                  | 遊戲《音擊》相關歌曲                                                              |
| 12月19日 | ONGEKI Vocal Collection 02                                                       | 結城莉玖（朝日奈丸佳）                                                                                 | 「」 「本能的 Survivor」             | 遊戲《音擊》相關歌曲                                                              |
| 2019年   |                                                                                  | |                                      |                                                                                   |
| 4月6日   |                                                                                  | Clutch！                                                                                               | 「ALL FOR ONE★」 「Revolution No.9」 | 遊戲《八月的棒球甜心》相關歌曲                                                    |
| 4月17日  | 百華繚亂                                                                         | 今劍（畑中萬里江）、古今傳授之太刀（朝日奈丸佳）、北谷菜切（下地紫野）                                   | 「」                                 | 遊戲《天華百劍 -斬-》相關歌曲                                                     |
| 7月31日  | 鳥籠廢鐵進行曲 角色歌曲 UNIT5「Maternal×Eternal=Love」                           | 榭菈（原由實）、佐久夜（朝日奈丸佳）                                                                   | 「Maternal x Eternal = Love」        | 遊戲《鳥籠廢鐵進行曲》相關歌曲                                                    |
| 9月11日  |                                                                                  | 月川知里（大森日雅）、華園秀香（朝日奈丸佳）                                                           | 「」                                 | 電視動畫《偶像時間星光樂園》相關歌曲                                              |
| 9月11日  | 華園秀香（朝日奈丸佳）                                                           | 「」                                                                                                   |                                      | 電視動畫《偶像時間星光樂園》相關歌曲                                              |
| 10月13日 |                                                                                  | Clutch！                                                                                               | 「摩擦主義」 「Summer Soul…」        | 遊戲《八月的棒球甜心》相關歌曲                                                    |
| 10月30日 | Can now, Can now                                                                 | Study                                                                                                  | 「Can now, Can now」                 | 電視動畫《我們真的學不來！2》片頭主題曲                                           |
| 10月30日 | Can now, Can now                                                                 | Study                                                                                                  | 「」 「」                            | 電視動畫《我們真的學不來！2》片尾主題曲                                           |
| 11月27日 | 我們真的學不來！ 藍光D&DVD第6卷特典CD                                            | 小美浪愛澄（朝日奈丸佳）                                                                               | 「」                                 | 電視動畫《我們真的學不來！》相關歌曲                                              |
| 2020年   |                                                                                  | |                                      |                                                                                   |
| 5月27日  | 我們真的學不來！ 藍光D&DVD第5卷特典CD                                            | 小美浪愛澄（朝日奈丸佳）                                                                               | 「」                                 | 電視動畫《我們真的學不來！》相關歌曲                                              |
| 6月24日  | ONGEKI Vocal Party 01                                                            | ⊿TRiEDGE                                                                                               | 「Let's Starry Party！」             | 遊戲《音擊》相關歌曲                                                              |
| 6月24日  | ONGEKI Vocal Party 01                                                            | 結城莉玖（朝日奈丸佳）                                                                                 | 「Let's Starry Party！」             | 遊戲《音擊》相關歌曲                                                              |
| 10月28日 | ONGEKI Vocal Party 02                                                            | ⊿TRiEDGE                                                                                               | 「」                                 | 遊戲《音擊》相關歌曲                                                              |
| 10月28日 | ONGEKI Vocal Party 02                                                            | 結城莉玖（朝日奈丸佳）                                                                                 | 「」                                 | 遊戲《音擊》相關歌曲                                                              |
| 2021年   |                                                                                  | |                                      |                                                                                   |
| 2月24日  | 魔王學院的不適任者～史上最強的魔王始祖，轉生就讀子孫們的學校～ BD&DVD第6卷特典CD | 阿諾斯粉絲團                                                                                           | 「」                                 | 電視動畫《魔王學院的不適任者 ～史上最強的魔王始祖，轉生就讀子孫們的學校～》插入歌 |
| 4月25日  |                                                                                  | Clutch！                                                                                               | 「炎天宣誓歌」 「」                  | 遊戲《八月的棒球甜心》相關歌曲                                                    |
| 4月28日  | ONGEKI Vocal Party 04                                                            | 東雲紬（和泉風花）、結城莉玖（朝日奈丸佳）                                                             | 「」                                 | 遊戲《音擊》相關歌曲                                                              |
| 4月28日  | ONGEKI Vocal Party 04                                                            | 結城莉玖（朝日奈丸佳）                                                                                 | 「」                                 | 遊戲《音擊》相關歌曲                                                              |
| 6月30日  | ONGEKI Sound Collection 05 STARRED HEART                                         | 星咲明（赤尾光）、結城莉玖（朝日奈丸佳）、九條楓（佳村遙）、珠洲島有栖（長繩麻理亞）、東雲紬（和泉風花） | 「STARRED HEART」                    | 遊戲《音擊》相關歌曲                                                              |
| 6月30日  | ONGEKI Sound Collection 05 STARRED HEART                                         | 結城莉玖（朝日奈丸佳）                                                                                 | 「STARRED HEART」                    | 遊戲《音擊》相關歌曲                                                              |
| 7月21日  | 百華繚亂 參                                                                      | 大俱利伽羅（日野麻里）、古今傳授之太刀（朝日奈丸佳）、骨喰藤四郎（澤田美晴）                             | 「」                                 | 遊戲《天華百劍 -斬-》相關歌曲                                                     |
| 2022年   |                                                                                  | |                                      |                                                                                   |
| 7月6日   | 女忍者椿的心事 茜組音樂集                                                        | 茴香（朝日奈丸佳）、桔梗（田中美海）                                                                   | 「」                                 | 電視動畫《女忍者椿的心事》片尾主題曲                                              |
| 7月6日   | 女忍者椿的心事 茜組音樂集                                                        | 茜組子丑寅卯辰巳午未申酉戌亥                                                                           | 「」                                 | 電視動畫《女忍者椿的心事》片尾主題曲                                              |

### 其它參加作品
| 發行日期 | 商品名稱                     | 歌        | 樂曲   | 備註                                          |
| 2018年   | 2018年                       | 2018年    | 2018年 | 2018年                                        |
| -------- | ---------------------------- | --------- | ------ | --------------------------------------------- |
| 12月29日 | 認真！AniLove 第13期主題歌曲 | mirabilis | 「」   | 網路廣播節目《認真！AniLove》第13期片頭主題曲 |

## 腳註

## 外部連結
- 朝日奈丸佳 （页面存档备份，存于） （日語）—81 Produce公式官網
- 朝日奈丸佳的X（前Twitter） （日語）
- 朝日奈丸佳的Instagram帳戶 （日語）
- 朝日奈丸佳的夜晚在這裡相遇 （页面存档备份，存于） （日語）—OPENREC.tv（日语：OPENREC.tv）
- （日語）—WEB THE TELEVISION（日语：ザテレビジョン）
- 朝日奈丸佳 （页面存档备份，存于） （日語）—SEIGURA web
- （日語）—goo人名事典
- 朝日奈丸佳 （页面存档备份，存于） （日語）—oricon
- 朝日奈丸佳 （页面存档备份，存于） （日語）—allcinema（日语：allcinema）